# Aston Martin V8 (1996)

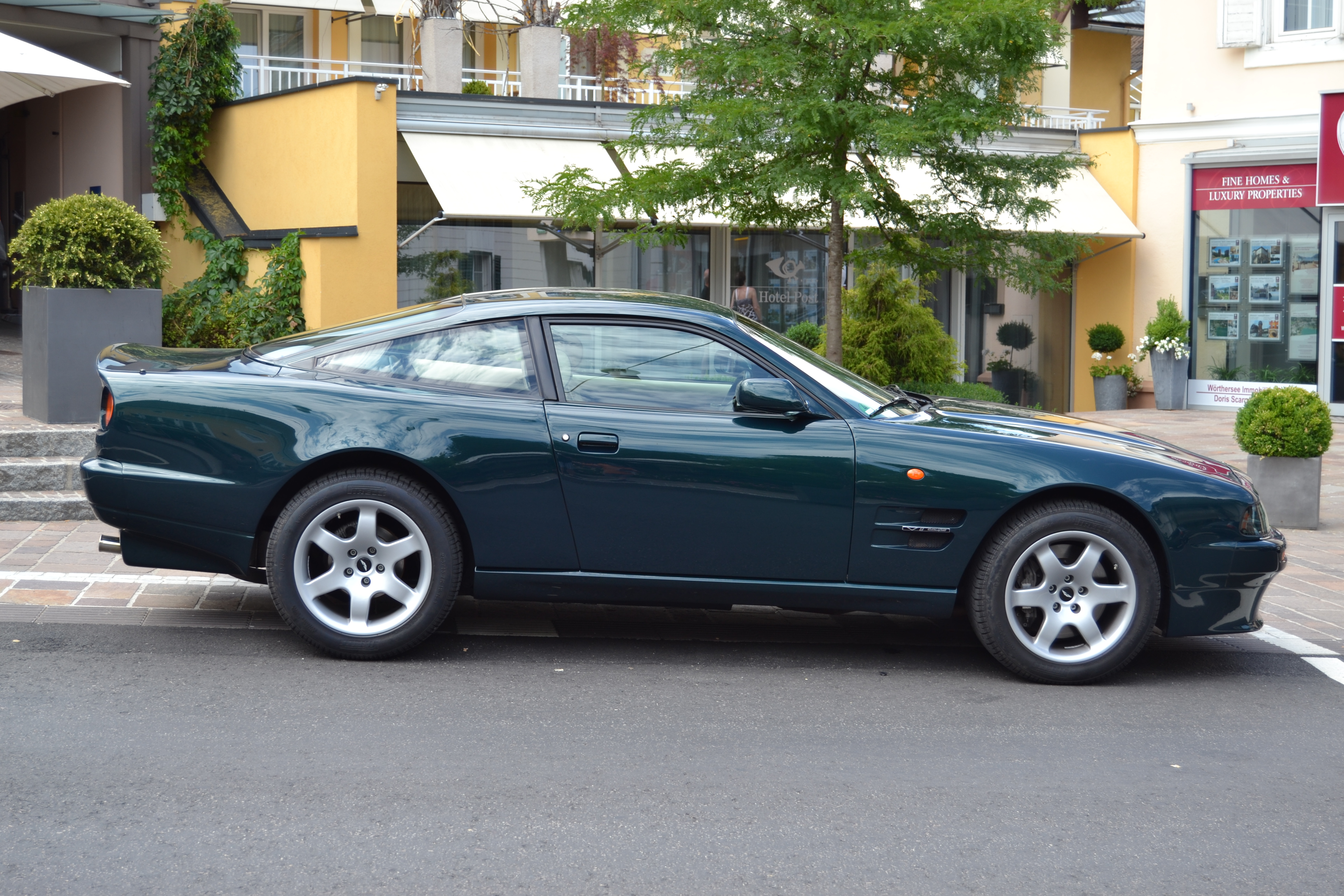
Im Profil identisch mit dem Virage: Aston Martin V8

Der 1996 vorgestellte Aston Martin V8 war ein Oberklassefahrzeug des britischen Sportwagenherstellers Aston Martin. Er war der Nachfolger des Aston Martin Virage und war stilistisch eng mit dem bisherigen Virage Vantage verwandt. Das Basismodell war ein zweitüriges Coupé; davon abgeleitet war ein Cabriolet mit der Bezeichnung V8 Volante.

## Hintergrund
In den 1970er- und 1980er-Jahren trug Aston Martins Volumenmodell die Bezeichnung V8. 1989 wurde es nach zwanzigjähriger Produktionszeit durch den neu entwickelten Virage ersetzt, der mit seinem Vorgänger viele technische Gemeinsamkeiten hatte, stilistisch aber gänzlich eigenständig war. Der große, schwere Virage Saloon war kein Erfolg. Von 1990 bis 1995 entstanden 365 Fahrzeuge. Die meisten Exemplare wurden 1990 und 1991 (178 bzw. 168 Stück) hergestellt, in den übrigen Jahren wurden nur noch einstellige Produktionszahlen erreicht. Das Werk konzentrierte sich ab 1994 auf den kleineren und preiswerteren DB7, der auf eine größere Nachfrage traf. Das Achtzylindermodell wurde parallel weiterproduziert, allerdings lag hier der Schwerpunkt auf der Hochleistungsvariante Vantage, die über einen mit zwei Kompressoren ausgestatteten Motor verfügte und stilistisch vor allem an der Front- und an der Heckpartie eigenständig gestaltet war. Von diesem Modell leitete Aston Martin den V8 ab, der ab 1996 den herkömmlichen Virage ersetzte.

## V8 Coupé

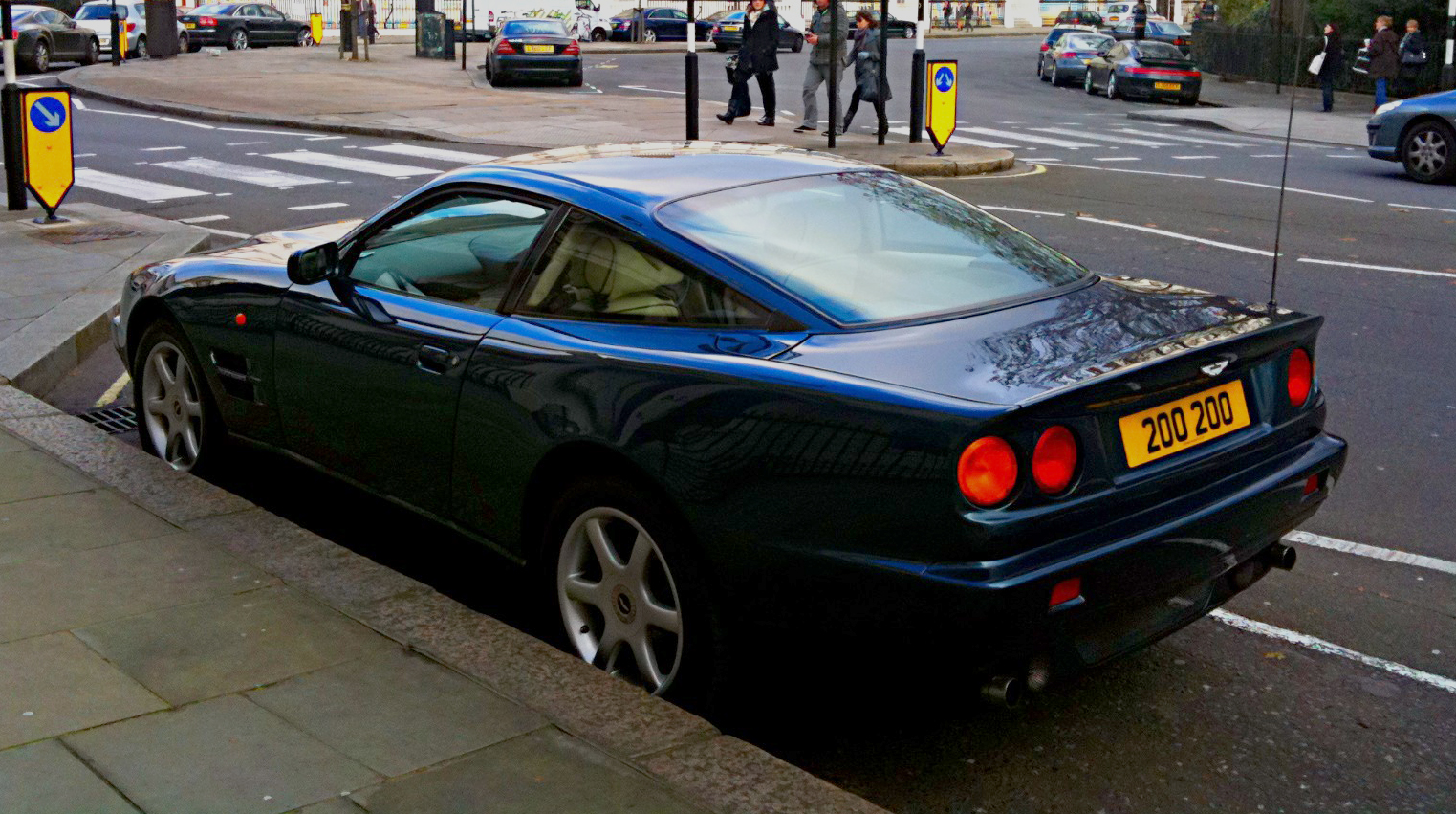
Mit runden Rückleuchten: Aston Martin V8 Coupé

Der Aston Martin V8 war ein „Virage Vantage ohne Vantage-Motor“. Er übernahm sämtliche Karosseriemodifikationen, durch die sich der 1993 eingeführte Vantage von dem Basis-Virage unterschied. Dazu gehörten die sechs hinter einer Glasabdeckung befindlichen Frontscheinwerfer, die die vom Audi 200 übernommenen Breitbandscheinwerfer des ursprünglichen Virage ersetzten, sowie vier runde Rückleuchten, die an die Stelle der vertikalen, vom VW Scirocco stammenden Leuchten traten. Auch das Fahrwerk mit Längslenkern und Wattgestänge entsprach dem Virage Vantage. Die Bremsanlage war ebenfalls die gleiche wie im Virage Vantage. Die innenbelüfteten Bremsscheiben hatten vorne einen Durchmesser von 362 mm mit 4 Kolben Bremssattel Anlage von AP Racing.
Der Motor des V8 war „der des Virage, nur ohne Kompressor“. Er hatte einen Hubraum von 5340 cm³ und leistete 257 kW (350 PS). Als Kraftübertragung diente serienmäßig eine Viergangautomatik von Chrysler, wahlweise waren manuelle Fünf- und Sechsganggetriebe lieferbar. Die Höchstgeschwindigkeit betrug 249 km/h, mit dem Automatikgetriebe lag sie bei 240 km/h. Damit befand sie sich auf dem Niveau des bisherigen Virage Saloon, der weniger Leistung hatte, aber geringfügig leichter gewesen war.
Wie bereits im Fall des Virage, konnten die Fahrzeuge von Aston Martins Service Department mit einem auf 6,3 Liter vergrößerten Achtzylindermotor ausgestattet werden. Die Leistung lag dann bei 372 kW (506 PS).

## Vantage-Modelle

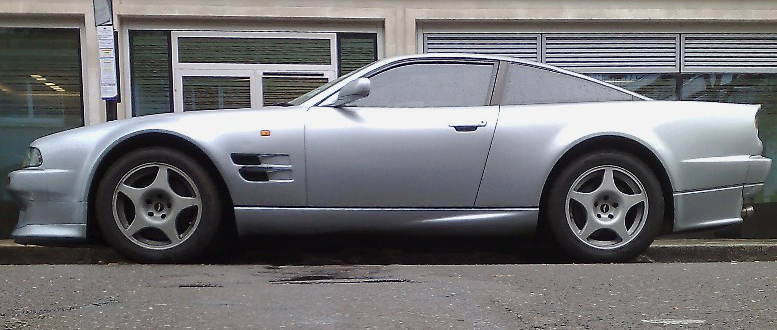
Aston Martin V8 Vantage V600

Auch nach der Einstellung des Virage fertigte Aston Martin besonders leistungsstarke Versionen des V8, die die traditionelle Bezeichnung Vantage trugen. Hier gab es wiederum verschiedene Leistungsstufen, die mit Zusatzbezeichnungen V600, Le Mans und Le Mans Special Edition verbunden waren.

### V8 Vantage
Die Basisversion des Vantage nutzte den 5,3 Liter großen Achtzylindermotor, der hier mit zwei Kompressoren von Eaton gekoppelt war. In dieser Version leistete der Motor 410 KW (557 PS). Er hatte ein maximales Drehmoment von 746 Nm.

### Vantage V600
1998 entstand beim Service Department eine Sonderversion des Vantage, die 600 bhp (447 kW, 608 PS) leistete. Die Leistungserhöhung wurde durch größere Blätter im Kompressor, einen veränderten Ladedruck und einen speziell konstruierten Auspuff erreicht. Das als Vantage V600 bezeichnete Fahrzeug kostete 233.286 £.

### Vantage Le Mans

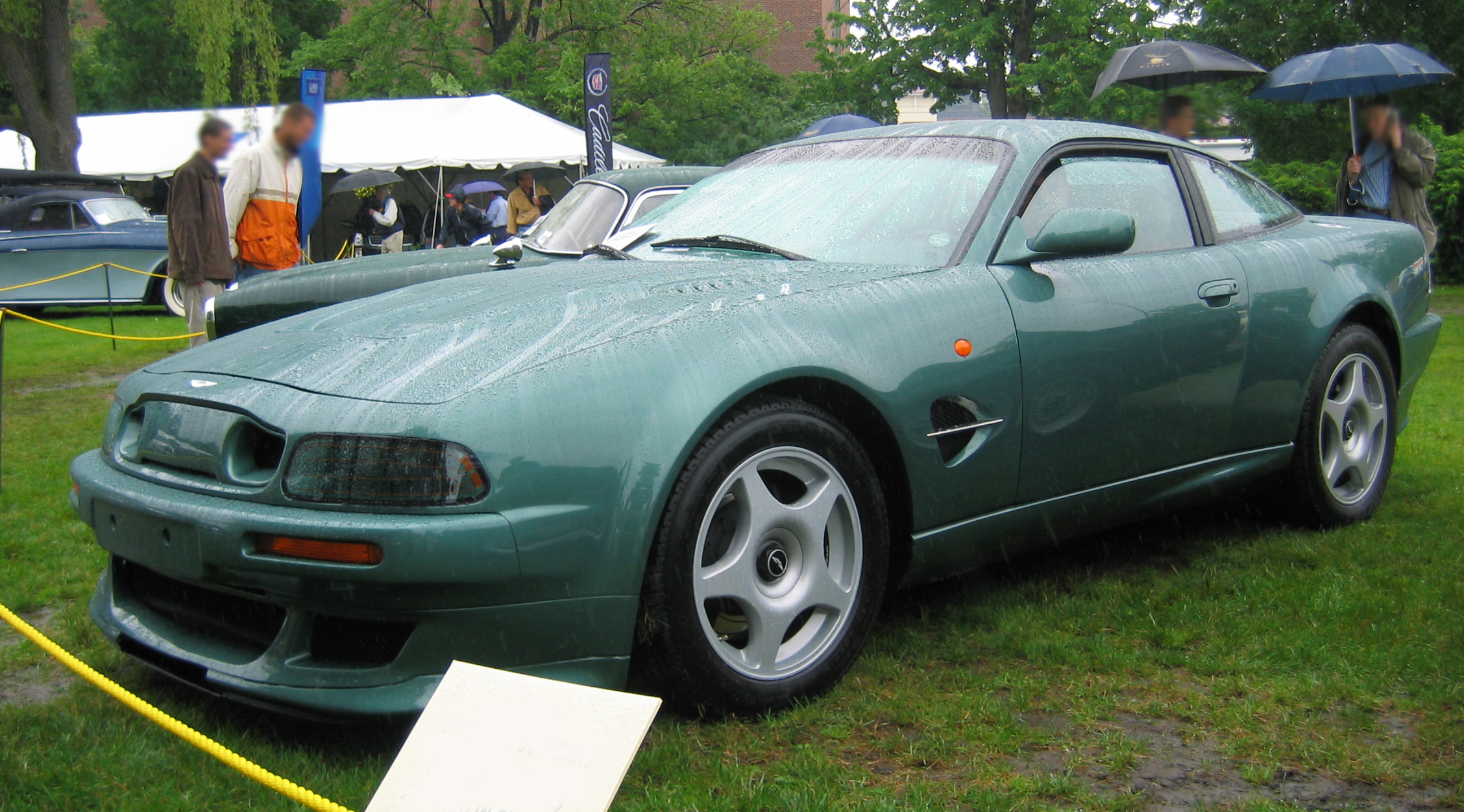
Aston Martin Vantage LeMans

Die letzten 40 gebauten Vantages wurden mit dem Zusatz Le Mans verkauft, der eine Reminiszenz an den 40. Jahrestag des mit einem DBR1 erzielten Siegs von Aston Martin beim 24-Stunden-Rennen von Le Mans 1959  darstellte. Der Wagen stellte das „Flaggschiff der V8-Baureihe“ dar. Ziel der Entwicklung war es gewesen, dem Auto eine Höchstgeschwindigkeit von 200 Meilen pro Stunde (322 km/h) zu ermöglichen. Das Auto erhielt einen größeren Frontspoiler und eine anders gestaltete Motorhaube, die über größere Lufteinlässe verfügte. Wie die Vantage-Versionen des bis 1989 produzierten Aston Martin V8, besaßen sie einen weitgehend geschlossenen Kühlergrill. Lediglich zwei kleine, als „Nostrils“ (Nüstern) bezeichnete Öffnungen neben den Scheinwerfern ermöglichten die Luftzufuhr. Die Le Mans-Modelle gab es in zwei Ausführungen:
- als Vantage Le Mans mit dem 410 kW (557 PS) starken Motor des herkömmlichen Vantage oder
- als Vantage Le Mans Special Edition mit der 447 kW (608 PS) starken Version des V600. Der Neupreis dieser Version betrug bei ihrer Vorstellung 233.130 £.

## V8 Volante
Ein Jahr nach dem geschlossenen V8 führte Aston Martin eine Cabriolet-Version ein, die, der Unternehmenstradition folgend, V8 Volante hieß. Sie entsprach technisch dem V8-Coupé, hatte aber einen um 18 cm verlängerten Radstand, durch den das Platzangebot auf den Rücksitzen deutlich wuchs. In der Presse wurde das Auto als „echter Viersitzer“ beschrieben. Bei seiner Vorstellung kostete das Fahrzeug 169.500 £.

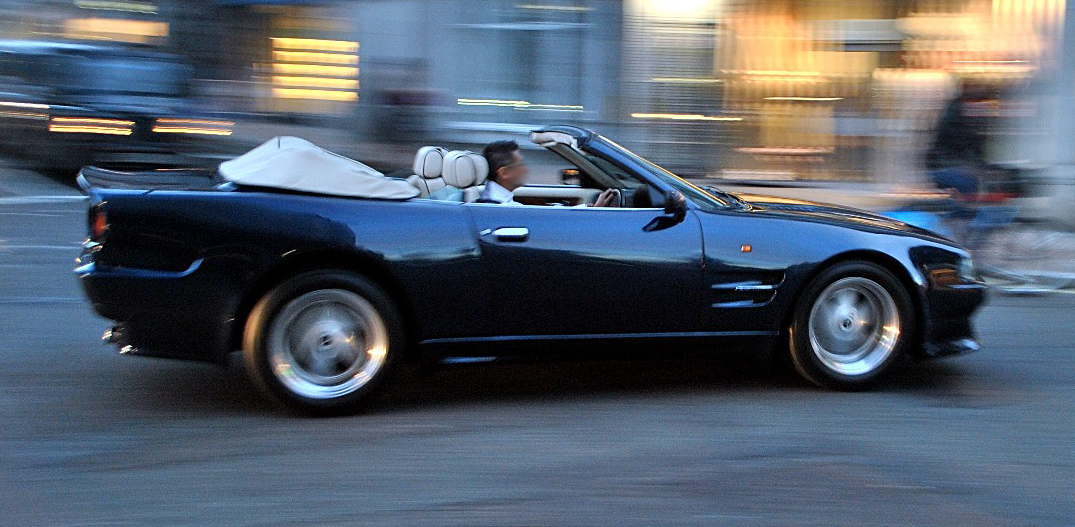
Der einzige Vantage Volante, der mit langem Radstand ausgeliefert wurde

Eine Sonderversion war der Volante Vantage. Hierbei handelte es sich um neun Fahrzeuge, die auf Kundenwunsch vom Service Department hergestellt wurden. Es waren sehr individuelle Fahrzeuge, die in den Einzelheiten stark voneinander abwichen. Sie hatten jeweils den Kompressormotor des Vantage, wobei beide Versionen – 410 kW (557 PS) und 447 kW (608 PS) – verfügbar waren. Ein Fahrzeug hatte den verlängerten Radstand des V8 Volante, acht hingegen waren kurze Versionen, deren Radstand jeweils dem des V8 Coupé entsprach. Einige Fahrzeuge entsprachen stilistisch dem V8 Volante, andere hatten Karosserieteile des Vantage Le Mans. Der Basispreis für einen Volante Vantage betrug 229.950 £ aufgrund weiterer Sonderausstattungen wurden in Einzelfällen auch Preise von 275.000 £ erreicht.

## Shooting Brake
Wie schon im Fall des Vorgängers, bot das für Sonderausführungen zuständige Service Department auch eine Shooting-Brake-Version des V8 an. Der Aufbau der Fahrgastzelle glich weitgehend dem Virage Shooting Brake, die Technik aber entsprach dem V8 Coupé. Von dieser Version entstanden je nach Quelle zwei oder drei Exemplare zum Stückpreis von 169.500 £.

## Produktion
Das V8 Coupé wurde auf dem Genfer Auto-Salon im März 1996 aufgenommen. Bis zum Sommer 2000 entstanden 101 Exemplare des Coupés. Der V8 Volante entstand 63 mal (zuzüglich neun Exemplare des Volante Vantage). Die Autos hatten keine FMVSS-Zulassung (Homologation) für die USA und wurden daher nur in Europa und Japan verkauft.
Produktionszahlen:
| Aston Martin V8 Produktionszahlen |          |            |            |                        |                        |
|                                   | V8 Coupé | V8 Vantage | V8 Volante | V8 Volante Vantage SWB | V8 Volante Vantage LWB |
| 1996                              | 26       | 35         | -          | -                      | -                      |
| 1997                              | 58       | 29         | 5          | -                      | -                      |
| 1998                              | 10       | 35         | 38         | -                      | -                      |
| 1999                              | 7        | 27         | 15         | -                      | -                      |
| 2000                              | -        | 18         | 5          | 8                      | 1                      |
| Summe                             | 101      | 144        | 63         | 8                      | 1                      |
| Insgesamt                         | 323      | 323        | 323        | 323                    | 323                    |